# جایزه سرو ایرانی
جایزهٔ سرو ایرانی نخستین جایزهٔ غیردولتی ایرانی در زمینهٔ میراث فرهنگی ملموس و ناملموس با تعریف یونسکو است که همه‌ساله از سوی انجمن‌های دانشگاهی و فرهنگی غیردولتی به کوشندگان میراث فرهنگی ایران داده می‌شود. این جایزه از سال ۱۳۹۳  به پیشنهاد بهرام روشن ضمیر برپا شده و مورد پشتیبانی انجمن‌ها و بنیادهای غیردولتی و چهره‌های هنری قرار گرفته‌است.

## ساختار
جایزهٔ سرو ایرانی یک جایزهٔ مردم‌نهاد در زمینهٔ میراث فرهنگی است که در دو رشتهٔ استادان برتر و جوانان کوشنده برگزار می‌شود. انجمن‌های دانشگاهی و فرهنگی فهرستی از نامزدهای شایسته در دو رشته را برای هر سال تهیه کرده و سپس داورانی شامل استادان دانشگاه یا فعالان در زمینهٔ میراث فرهنگی را برگزیده و فهرست نامزدها را به هیئت داوران ارائه می‌کنند تا هیئت داوران در هر رشته یک نفر را برگزیند. هیئت داوران و نامزدها باید کاملاً مستقل بوده و در انجمن‌های تشکیل‌دهندهٔ سرو ایرانی عضویت نداشته باشند. دبیر هر سه دوره تاکنون برگزار شده این جایزه بر عهده بهرام روشن ضمیر بوده است.

### انجمن‌های تشکیل دهنده سرو ایرانی
هم‌اکنون باشگاه شاهنامه پژوهان ایران، بنیاد فرهنگی جمشید، کانون ایرانشناسی دانشگاه تهران، انجمن علمی تاریخ دانشگاه تهران، انجمن علمی ایرانشناسی دانشگاه تهران، کانون ایرانشناسی دانشگاه فردوسی مشهد، انجمن علمی تاریخ دانشگاه شهید چمران اهواز، باشگاه نقالان و انجمن شاهنامه پژوهی و شاهنامه خوانی دانشجویان ایران برگزارکنندهٔ این جایزه غیردولتی هستند.

## دورهٔ نخست
در سال نخست (۱۳۹۴) تندیس سروِ سایه‌فکن به عبدالمجید ارفعی به‌پاس یک عمر کوشش در پژوهش و تربیت شاگرد در زمینهٔ زبان‌های ایلامی و اکدی داده شد. وی جایزهٔ خود را از دستان  کتایون مزداپور و حمید احمدی از استادان بنام ایرانی دریافت کرد.
همچنین در بخش جوانِ برتر میراث فرهنگی، این جایزه به آیدین سلسبیلی گرافیست و تصویرگر شاهنامهٔ فردوسی به پاس قدردانی از تلاش‌های او در زمینهٔ طراحی شاهنامهٔ سه‌بعدی و کاراکترهای اسطوره‌ای ایرانی برای انیمیشن و بازی‌های رایانه‌ای و موزهٔ مجازی اشیاء باستانی ایران داده شد. او جایزهٔ خود را از دست پرویز پورحسینی و حجت‌الله شکیبا دریافت کرد.
آیین اهدای این برنامه در خانهٔ هنرمندان ایران در تهران با حضور چهره‌های هنری و دانشگاهی و علاقه‌مندان به میراث فرهنگی ایران و با اجرای موسیقی کیوان ساکت در ۱۰ دی ۱۳۹۴ برگزار شد.

## دورهٔ دوم
نتایج سال دوم در تاریخ ۱۰ دی ماه ۱۳۹۵ اعلام شد. ژاله آموزگار، استاد فرهنگ و زبان‌های باستانی دانشگاه تهران، به پاس نزدیک به نیم قرن آموزش، پژوهش، تألیف و ترجمه و تربیت شاگرد در زمینهٔ زبان‌ها و اسطوره‌های کهن ایرانی، تندیس سروِ سایه‌فکن را دریافت کرد.
همچنین میلاد وندائی، باستان‌شناس جوان به پاس پژوهش‌های علمی و کاوش‌های میدانی خود در زمینهٔ نقش‌برجسته‌های ساسانی و چهارطاقی‌های ایران که به چاپ مقالات و یادداشت‌های فراوانی انجامیده، به‌عنوان جوان برتر میراث فرهنگی شناخته‌شد.
دومین دوره «جایزه سرو ایرانی» یکشنبه ۱۵ اسفندماه در تالار فردوسی دانشکده ادبیات و علوم‌انسانی دانشگاه تهران با سخنرانی ژاله آموزگار، مهدی رهبر و زهره زرشناس برگزار شد. در این برنامه تندیس جایزه به ژاله آموزگار و میلاد وندایی اهدا شد.

## دورهٔ سوم
نتایج سال سوم در تاریخ ۱۵ اسفندماه ۱۳۹۶ اعلام شد. هیات داوران جایزه سرو ایرانی در نشستی که در دانشکده ادبیات دانشگاه تهران برگزار شد، استاد لوریس چکناواریان، آهنگساز و رهبر ارکستر برجسته را به عنوان برنده جایزه سرو ایرانی برای سال ۱۳۹۶ در گروه سنی بالای ۶۵ سال برگزید. همچنین سجاد آیدنلو شاهنامه‌شناس و استاد دانشگاه به عنوان بهترین چهره میراث فرهنگی ایران در گروه سنی زیر ۴۰ سال انتخاب شد.
فرزاد طالبی، مدیرکل دفتر موسیقی وزارت فرهنگ و ارشاد اسلامی، در پیام تبریکی به لوریس چکناواریان نوشت: انتخاب جناب عالی به عنوان چهره برگزیده سومین دوره «جایزه سرو ایرانی»، نشان از مجموعه شایستگی‌های شما و حضور دیرپای‌تان در عرصه آفرینش آثاری درخشان در گستره موسیقی ایران است که علاوه بر کمال و زیبایی، ریشه درفرهنگ و هنر این خاک آسمانی دارند. حضور ارزشمندی که اینک، در فرصت تقدیم «تندیس سرو سایه فکن»، از سوی انجمن‌های فرهنگی و علمی غیردولتی کشور، مورد تقدیر قرار می‌گیرد. ضمن تبریک این انتخاب بجا، تداوم سربلندی و سلامتی تان را از درگاه پروردگار متعال، آرزومندم.

در روز ۱۴ تیرماه سال 1397 در خانه اندیشمندان علوم انسانی در تهران، سومین دوره آیین اهدای جایزه سرو ایرانی با حضور چهره‌های فرهنگی و هنری و علاقه مندان برگزار شد. در این برنامه دکتر ابوالفضل خطیبی شاهنامه‌شناس با بیان اینکه سرو از درختان مقدس است، از انتخاب آیدنلو و چکناواریان استقبال کرد. سپس سجاد آیدنلو جوان‌ترین شاهنامه‌شناس ایرانی به عنوان چهره برتر سال 96 در گروه سنی زیر 40 سال سرو ایرانی به سخنرانی پرداخت و در پایان در میان تشویق حضار جایزه خود را از دستان ابوالفضل خطیبی دریافت کرد. سپس گروه موسیقی به اجرای قطعاتی به یاد نسل کشی ارامنه در جنگ جهانی اول و سپس به یاد فاجعه بمباران شیمیایی سردشت در جنگ تحمیلی پرداخت. و آنگاه حضار به تماشای فیلمی از دستاوردهای هنری لوریس چکناواریان نشستند. پایان بخش این برنامه اهدای تندیس سرو سایه فکن به لوریس چکناواریان و سخنرانی او بود. چکناواریان ضمن تشکر از همه از عشق و علاقه خود به فردوسی و شاهنامه گفته و اعلام کرد که تندیس را به مشهد برده و بر سر آرامگاه فردوسی خواهد گذاشت.

## پیوند
تارنمای جایزه سرو ایرانی